# 마리아나·팔라우 제도 전역
마리아나·팔라우 제도 전역(영어: Mariana and Palau Islands campaign, マリアナ・パラオ諸島 마리아나・파라오쇼토노 타타카이[*])은 1944년 태평양 전쟁 당시 마리아나 제도에서 일어난 미군과 일본군의 전투이다.
솔로몬 제도와 뉴기니섬, 길버트 제도 전역을 지배하고 있던 미군은 마리아나 제도 점령을 목표로 했다. 당시 사이판섬과 티니언섬은 제1차 세계 대전 이후부터 20년 동안 일본 제국의 영토로 남아 있었으며 일본군의 대규모 비행장이 있던 사이판섬이 미국에 점령된다는 것은 일본 제국이 미국의 전략 폭격기의 사정권 안에 들어가는 것을 의미했다. 대본영은 도조 히데키를 주축으로 한 절대 국방권을 설정하는 한편 마리아나 제도 사수를 목표로 9척의 항공모함을 앞세운 기동부대와 50,000명 이상의 수비대를 파견했다.

## 결과
일본의 기동부대는 마리아나 해전에서 미국의 기동부대에 대패를 당했다. 일본군은 지상전에서 제공권과 해상권을 완전히 상실했고 수비대는 미군의 폭격을 당했다. 펠렐리우 전투는 격전으로 치러졌다. 일본 해군은 전통적인 해안 방위 전술에만 집착해 연이어 미국에 봉쇄당했으며 특히 사이판 전투에서는 상륙한 지 3일 만에 30,000명의 수비대가 전멸당했다. 일본이 절대 국방권을 상실하자 도조 히데키는 내각총리대신에서 사임했다.
미군은 필리핀 해 해전에서 필리핀 탈환을 목표로 삼았는데 이는 당시 일본군의 생명선이었던 남방 유전 지대와 일본 본토와의 연결을 차단하기 위해서였다.

## 작전/전투
- 사이판 전투; 1944년 6월 15일 ~ 7월 9일
- 괌 전투; 1944년 7월 21일 ~ 8월 10일
- 티니안 전투; 1944년 7월 24일 ~ 8월 1일
- 펠렐리우 전투; 1944년 9월 15일 ~ 11월 27일
- 앙가우르 전투; 1944년 9월 17일 ~ 10월 22일